# بحيرة فاولير (برلين- بحيرة فايسن)
بحيرة فاولير هي تجمع مياه طبيعي في برلين في حي بانكو. وتحمل الاسم نفسه المحمية الطبيعية المحيطة بها.

## الوصف

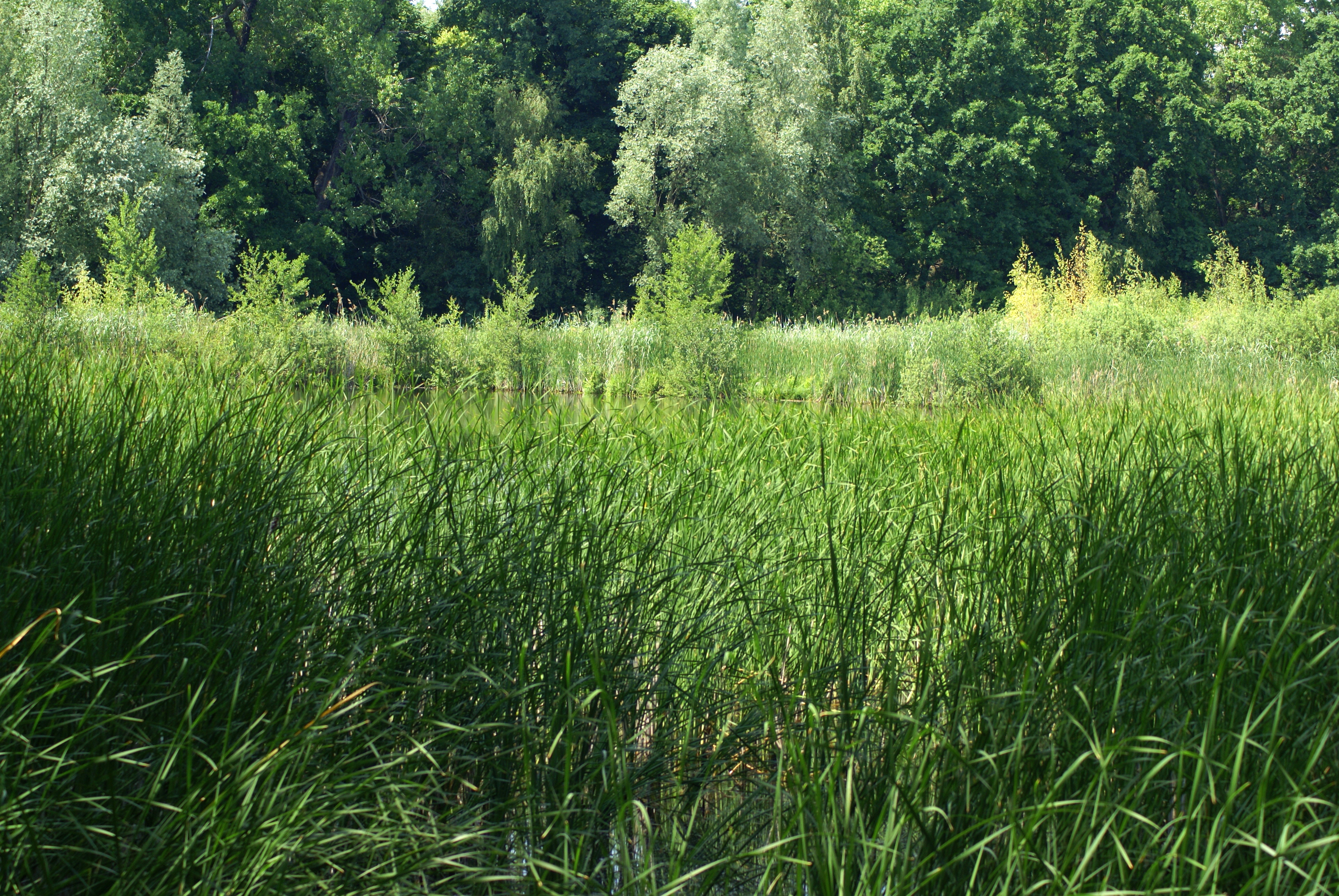
يحيط بشاطئ البحيرة حزام من القصب

تقع البحيرة في منطقة Weißensee (بحيرة فايسن)على الحدود مع منطقة Lichtenberg ، في وسط الحديقة العامة والمحمية الطبيعية والتي تحمل نفس الاسم بحيرة فاولير NSG "Fauler See". هذه المحمية الطبيعية، التي تم حمايتها وتأمينها في عام 1933 ، تبلغ مساحتها الإجمالية 24.2   هكتار ومسيجة بالكامل. مساحة البحيرة حوالي 3.6 هكتار، لذلك هناك المزيد من المروج الرطبة، ويوجد أيضا مسارات للمشي والتنزه وملاعب الأطفال. البحيرة نفسها هي بحيرة من العصر الجليدي بدون تدفق طبيعي. واليوم تصب مصارف مياه الأمطار في بحيرة فاولير Faulen See ، التي توفر مياه غير نظيفة نسبيًا. وهذه المياه تحمي البحيرة من انخفاض منسوبها. يتم جرف الطين وإزالة القصب بفترات منتظمة. يتم توصيل نظام الصرف (خندق لتصريف المياه) ويشكل استنزافًا وجرياناً جزئيًا للمياه.
البحيرة هي موطن لـ، دجاجة الماء خضراء الأقدام Teichhühner ، البط البري Stockenten وأيضا طيور مغردة Singvögel ، حذف شتوي Krickenten. تم إحصاء ما يقرب من 40 نوعًا من الطيور المتكاثرة خلال عمليات المراقبة في الثمانينيات.

## روابط الويب
- Senatsverwaltung für Stadtentwicklung Berlin: NSG Fauler See